# هفته‌نامه اوکراینی
هفته‌نامۀ اوکراینی (به انگلیسی: The Ukrainian Weekly) قدیمی‌ترین روزنامۀ انگلیسی زبان مهاجران اوکراینی در ایالات متحده آمریکا و آمریکای شمالی است.
این روزنامه توسط انجمن ملی اوکراینی تأسیس شد و از ۶ اکتبر ۱۹۳۳ میلادی به‌طور مداوم منتشر شد، نسخه‌های آرشیو شده این روزنامه در کتابخانه‌های پیشرو در ایالات متحدۀ آمریکا، و همچنین به صورت آنلاین در وب سایت روزنامه موجود است.